# Вислополянский сельсовет
Вислополя́нский сельсове́т — сельское поселение в составе Тербунского района Липецкой области.
Административный центр — село Вислая Поляна.

## История
Образовано на основании Закона Липецкой области от 02.07.2004 N 114-ОЗ «О наделении муниципальных образований в Липецкой области статусом городского округа, муниципального района, городского и сельского поселения». Границы поселения определены Законом Липецкой области от 23.09.2004 N 126-ОЗ «Об установлении границ муниципальных образований Липецкой области».

## Население
| 2009 | 2010 | 2012 | 2013 | 2014 | 2015 | 2016 |
| ---- | ---- | ---- | ---- | ---- | ---- | ---- |
| 841  | ↘809 | ↘794 | ↗800 | ↘772 | ↘769 | ↗773 |
| 2017 | 2018 | 2021 |      |      |      |      |
| ↗774 | ↘753 | ↘677 |      |      |      |      |

На 1 января 2010 года число хозяйств в сельском поселении — 380. Численность населения по регистрации по месту жительства составляет 824 человека, из них детей в возрасте от 0 до 6 — 25, от 7 до 16 — 61. Численность населения трудоспособного возраста — составляет 359 человек. Население старше трудоспособного возраста: женщины — 150, мужчины — 45.
Численность населения на 1 января 2012 года — 794 человек. За первое полугодие 2012 года в поселении родилось 5 и умерло 6 человек. Естественная убыль населения составила 1 человек.

## Состав сельского поселения
| № | Населённый пункт | Тип населённого пункта       | Население |
| - | ---------------- | ---------------------------- | --------- |
| 1 | Вислая Поляна    | село, административный центр | ↘584      |
| 2 | Дуброво          | село                         | →208      |
| 3 | Юрасовка         | деревня                      | ↗17       |

## Экономика
На территории сельского поселения зарегистрированы 16 субъектов малого бизнеса. Основу экономики поселения составляет сельское хозяйство (КФХ Переселкова, ООО «Гарант», КФХ «Дальнее», КФХ «Надежда», КФХ «Колокольчик», КФХ «СОП», КФХ «Булавино», КФХ «Русское Поле», КФХ «Удача»). Так же на территории поселения функционирует ряд торговых точек.

## Образование и культура
В поселении работают: средняя школа, детский сад, дом культуры, библиотека.
В настоящее время в селе Вислая Поляна ведётся восстановление Троицкой церкви, построенной в 1772 и закрытой в 1933 году.